# Olchowa Kładka
Olchowa Kładka – przysiółek wsi Borysówka w Polsce, położony w województwie podlaskim, w powiecie hajnowskim, w gminie Hajnówka. 
W latach 1975–1998 przysiółek administracyjnie należał do województwa białostockiego.

## Nazwa
Nazwa pochodzi od kładki, tj. belki, pniaka przerzuconego przez rzeczkę lub rów. Ludowe nazwy brzmią inaczej: Ontosze I Iwaniuki. Pierwsza pochodzi od imienia Antoni, druga od Iwana. W metrykach parafialnych miejscowość określana jest różnymi nazwami. W metryce chrztu z 1779 roku miejscowość figuruje pod nazwą Olchowe Leśnictwo, w metryce z 1781 roku jako – Osoha Olchowa, w metryce z 1799 jako – Olchowa Buda.

## Położenie
Leży na terenie nizinnym, u źródeł rzek Gnilec i Krzywiec, jest przysiółkiem wsi Borysówka.

## Historia

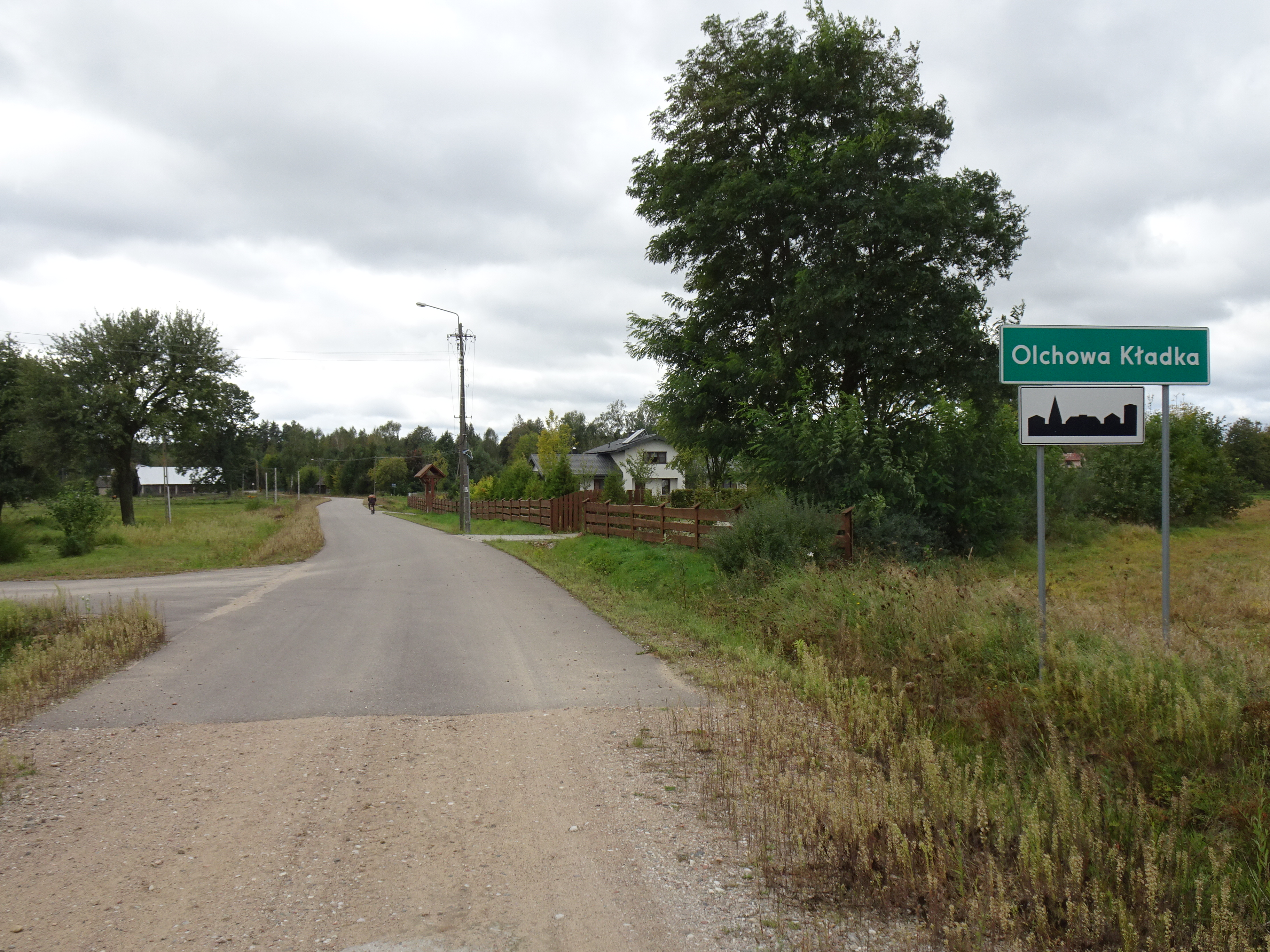
Wjazd od strony Puszczy Ladzkiej

Nazwa Olchowa Kładka istniała już w 1639 roku i była odnoszona do uroczyska w Puszczy Białowieskiej. W 1792 roku odmierzono dwie włoki gruntów dla dwóch leśników, których zadaniem była ochrona Puszczy Białowieskiej.
Po uwłaszczeniu w 1861 roku chłopi nabywali grunta. Chłopi, aby ułatwić sobie dostęp do kredytów bankowych przystąpili do Gnileckiego Towarzystwa Włościańskiego. Kredyty umożliwiły zakupy ziemi.
W 1926 roku stały tu 4 domy, w których mieszkało 36 osób, w 1935 w 3 domach mieszkało 39 osób. W 2007 mieszkało tu tylko 12 osób, natomiast według stanu z 31 grudnia 2012 w Olchowej Kładce było 23 stałych mieszkańców.

## Religia

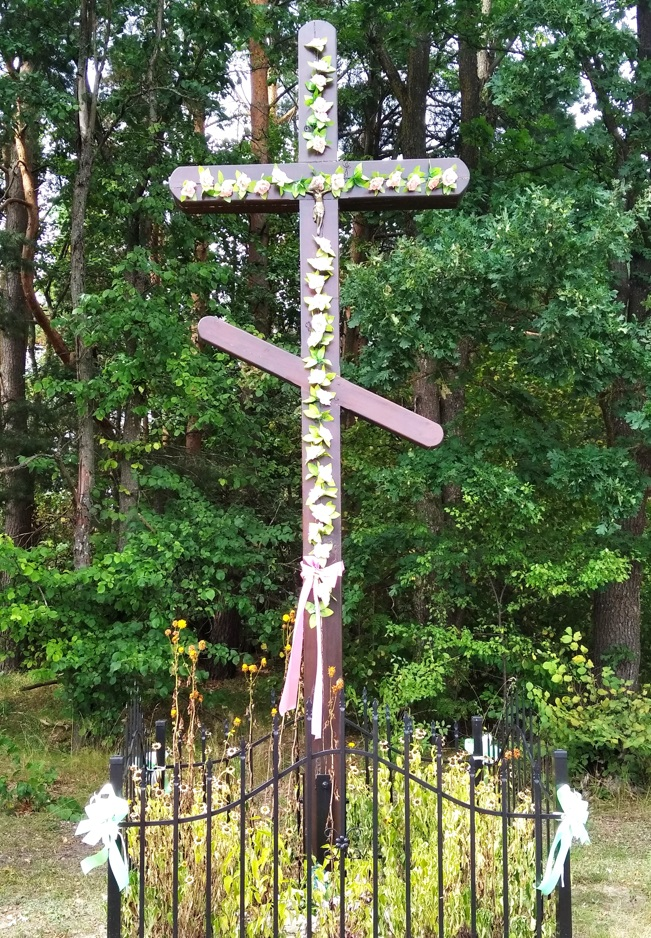
Prawosławny krzyż przydrożny

Mieszkańcy wsi są wyznania prawosławnego, należą do parafii w Łosince. Według stanu parafii z 31 grudnia 2007 roku, 12 parafian pochodziło z Olchowej Kładki.